# Ridderzaal (kasteel)

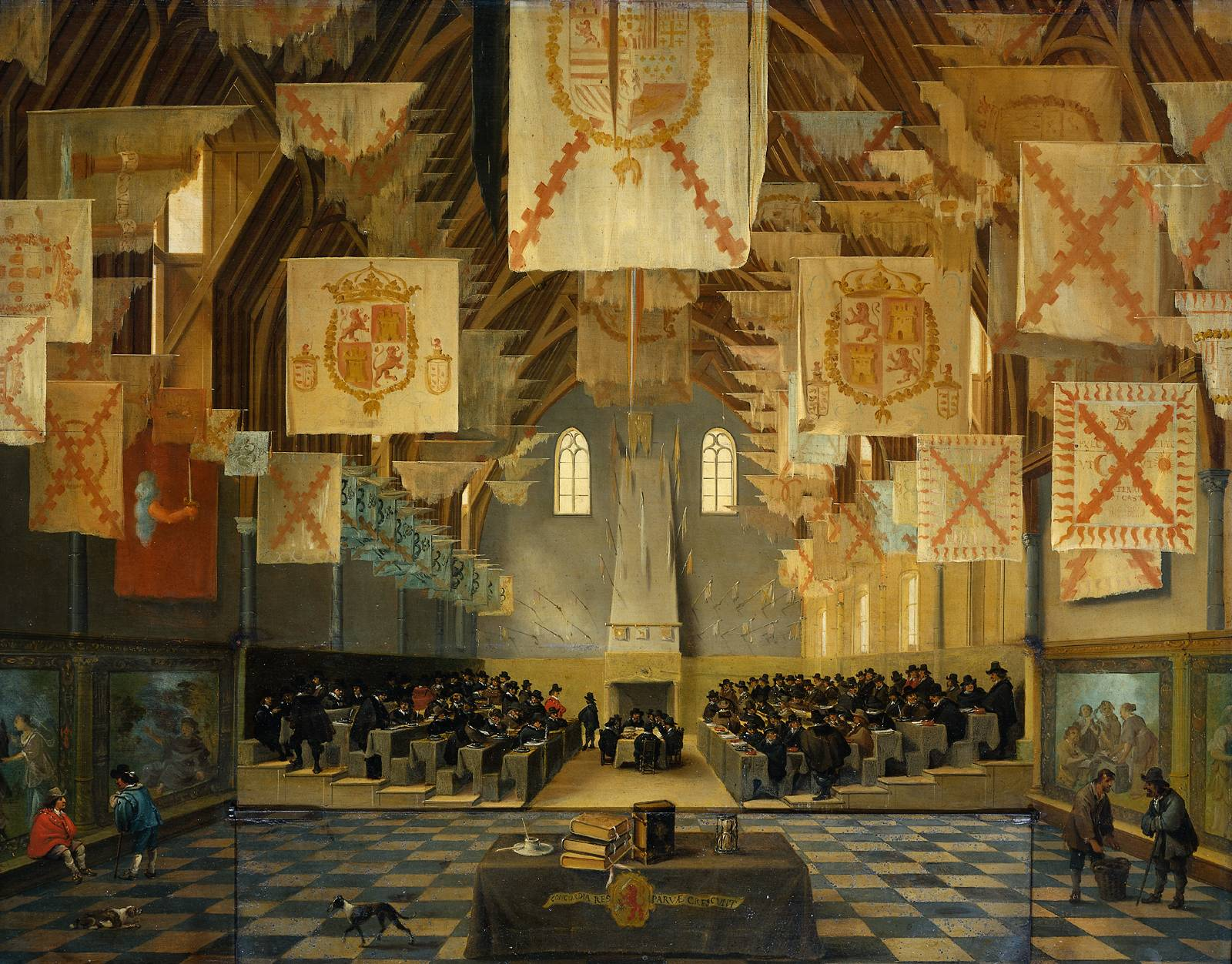
Een vergadering in de Ridderzaal van het Binnenhof te Den Haag.

Een ridderzaal is een grote representatieve zaal van een kasteel of burcht. In deze zaal werden bijeenkomsten, vergaderingen en feesten gehouden.
Een kasteel had een militaire of defensieve functie, maar was ook de woning van de kasteelheer en zijn familie, personeel en soldaten. Sommige kastelen waren daarnaast ook het juridisch, administratief en representatief centrum van een machtsgebied. In deze kastelen moesten hoge gasten worden ontvangen. De kastelen hadden dan ook vaak een representatieve zaal. 
De zaalbouw is meestal rechthoekig, in de Romaanse tijd voorzien van balkenplafonds ondersteund door pijlers of zuilen, in de gotische periode meestal overwelfd.